# جامعة دبلن
جامعة دبلن (بالإيرلندية:Ollscoil Átha Cliath) هي جامعة تقع في دبلن عاصمة جمهورية أيرلندا. تأسست عام 1592 بموجب المرسوم الذي أصدرته آنذاك إليزابيث الأولى، وبذلك فهي أقدم جامعة أيرلندية. كان عدد الطلاب المسجلين فيها إلى غاية العام الدراسي (أبريل 2003) 15.428 طالب. توجد بالجامعة كليات للآداب والعلوم الاقتصادية والعلوم الطبية.

## وصلات خارجية
- موقع جامعة دبلن